# Ludwig Schuncke

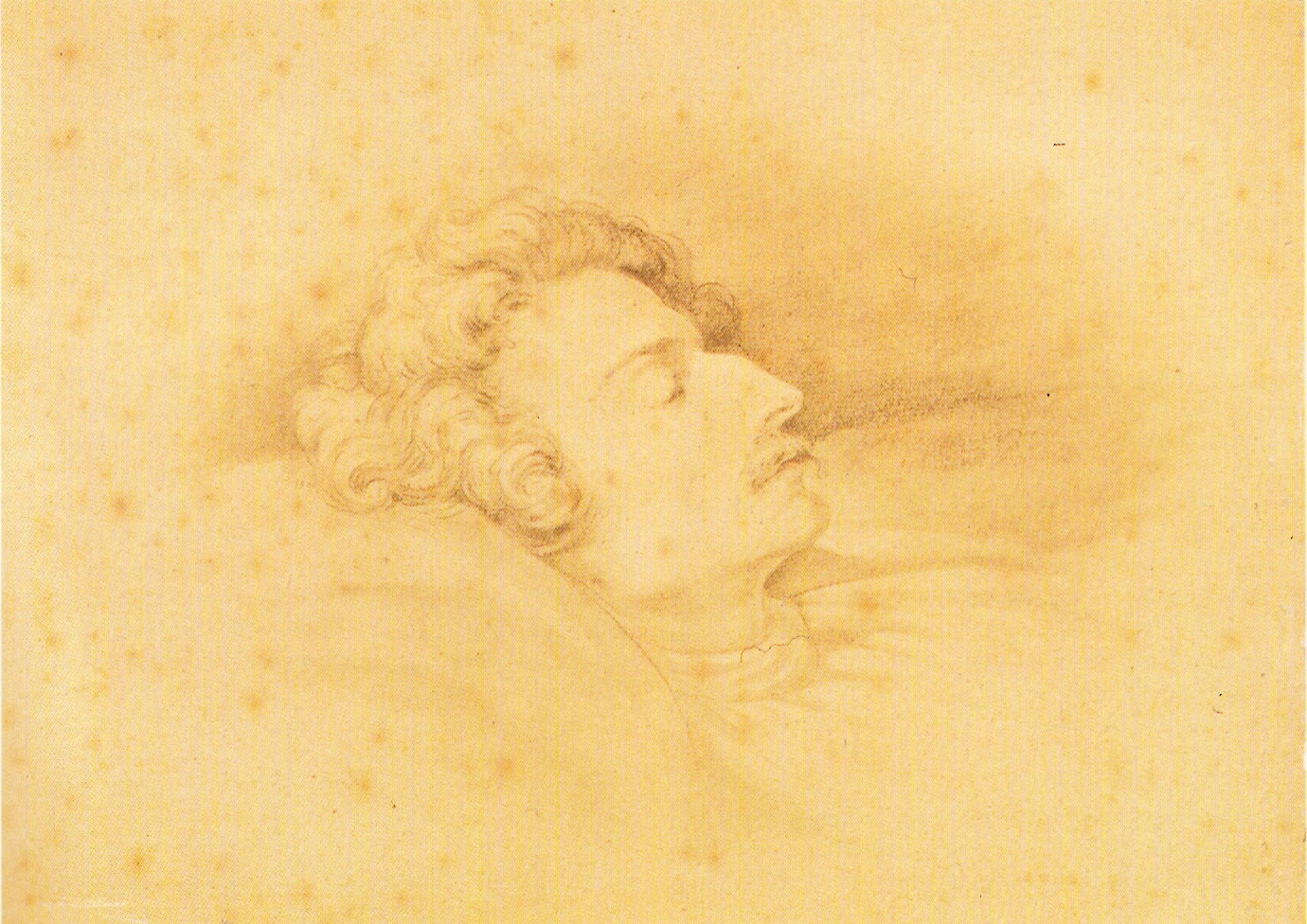
Ludwig Schuncke auf dem Totenbett,
einziges überliefertes Bildnis

Ludwig Schuncke, französisch auch Louis Schunke, (* 21. Dezember 1810 in Kassel; † 7. Dezember 1834 in Leipzig) war ein deutscher Pianist und Komponist.

## Leben
Ludwig (auch Louis) Schuncke entstammte einer Musikerfamilie, zu der auch einige der bedeutendsten Hornisten des 19. Jahrhunderts gehörten, so sein Vater Johann Gottfried Schuncke und sein Onkel Johann Michael Schuncke. Ludwig Schuncke wurde von seiner Familie früh musikalisch gefördert. Bereits im zehnten Lebensjahr wurde er als Pianist bei seinen ersten Auftritten gefeiert.
1827 begab er sich nach Paris, wo er bei Anton Reicha Harmonielehre, Kontrapunkt und Fuge studierte und sich mit bedeutenden Zeitgenossen, wie Friedrich Kalkbrenner, Johann Peter Pixis und Hector Berlioz befreundete. Seinen Lebensunterhalt verdiente er dort, indem er bei dem Klavierfabrikanten Duport Klaviere vorführte.
1830 kehrte er nach Deutschland zurück. Er kam in Stuttgart unter, wo sein Vater und sein Bruder Ernst Schuncke im Hoforchester als Hornisten wirkten. Dort machte er auch die Bekanntschaft des durchreisenden Frédéric Chopin, der ihm sein Klavierkonzert e-Moll op. 11 vorspielte.
Nach Konzertreisen als Klaviervirtuose ließ er sich 1833 in Leipzig nieder, wo er gemeinsam mit Robert Schumann, mit dem er eng befreundet war, die Neue Zeitschrift für Musik begründete. Als Dank für die Zueignung seiner Grande Sonate op. 3 („dédiée à son ami R. Schumann“) widmete ihm Schumann wenige Monate später, im Mai 1834, seine Toccata C-Dur op. 7 („dédiée à son ami Louis Schuncke“).

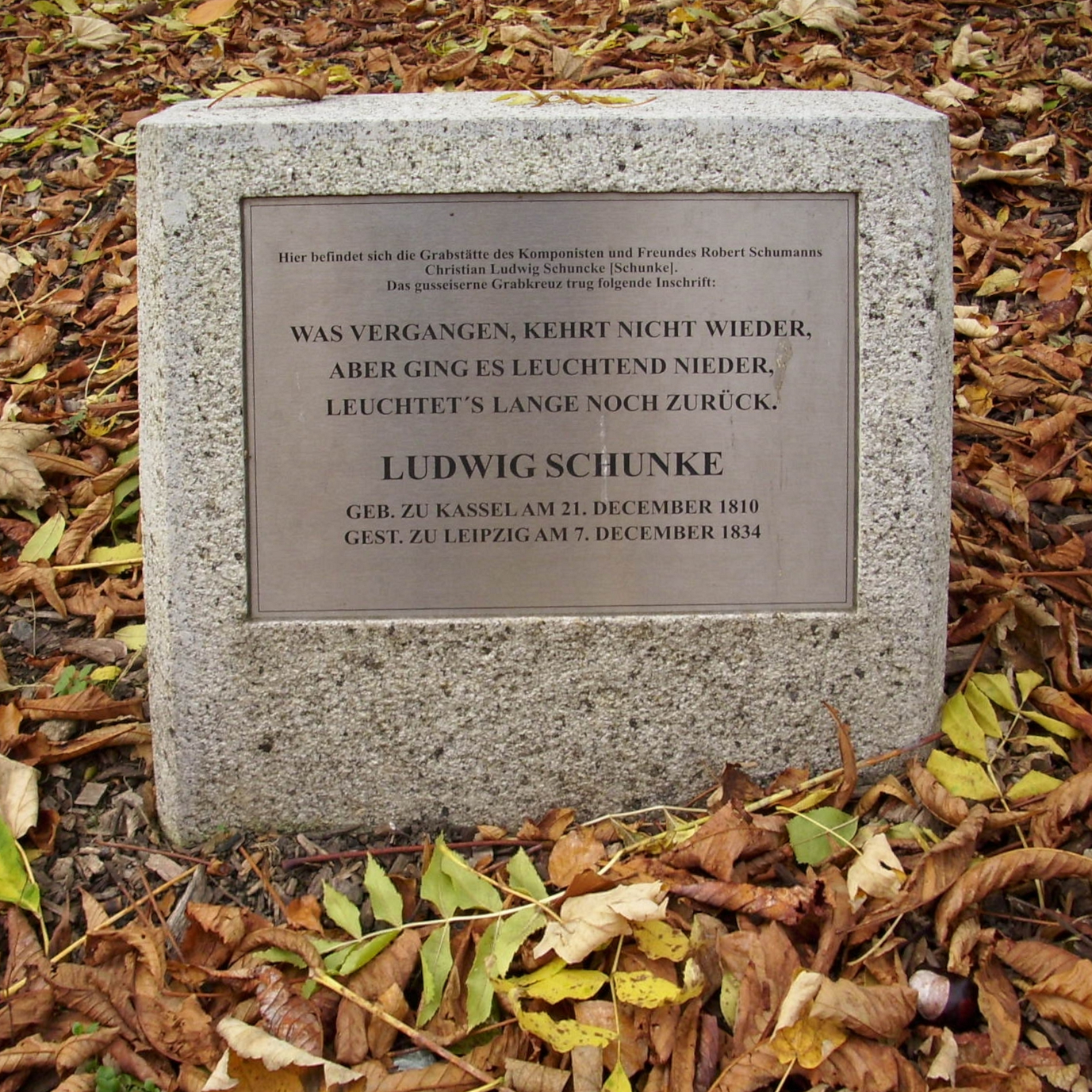
Gedenkstein für Ludwig Schunke auf dem Alten Johannisfriedhof in Leipzig

Schuncke wurde im Herbst 1834 schwer krank und wurde von Henriette Voigt in ihrem Haushalt gepflegt. Am 20. November 1834 schrieb Robert Schumann aus Zwickau an Hauptmann v. Fricken:

„Von Leipzig trieb mich auch Schunkens vorgerückte Krankheit fort, die etwas schreckhaft Leises für mich hat. Da begraben sie einen hohen Menschen. Frau v. Fricken würde solchem Freunde die Augen zudrücken wollen – ich kann kaum meiner Krankheit Herr werden, die eine recht niedergedrückte Melancholie ist. …“

Im 23. Lebensjahr starb Ludwig Schuncke an „Schwindsucht“ (Lungen-Tuberkulose).

Auf seinem Grabkreuz war auf der Rückseite vermerkt

„Was vergangen, kehrt nicht wieder;

Aber ging es leuchtend nieder,

Leuchtet’s lange noch zurück.“

(Anfang des Gedichtes »Erinnerung und Hoffnung« von Karl Förster)

## Werke
Seine wenigen Klavierwerke, die Robert Schumann sehr schätzte, gehören mit zum Besten, was aus der 1. Hälfte des 19. Jahrhunderts an Klaviermusik überliefert ist.
Die Freunde Ludwig Schuncke und Robert Schumann beeinflussten und inspirierten sich gegenseitig. Das gilt sogar für einzelne thematische Wendungen und deren Verarbeitung.

Zum Vergleich wenige Takte aus zwei Werken der beiden Komponisten:

|  |  |

In der neuen Zeitschrift für Musik schrieb Schumann 1835:

„… was er noch geleistet haben würde, ach, wer weiß es?, aber nie konnte der Tod eine Geniusfackel früher und schmerzlicher auslöschen als diese. Hört nur seine Weisen, und ihr werdet den jungen Grabeshügel bekränzen, auch wenn ihr nicht wüßtet, daß mit dem hohen Künstler ein noch höherer Mensch von der Erde geschieden, die er so unsäglich liebte…“

### Klavier solo
die Jahreszahlen beziehen sich auf den Erstdruck
- Scherzo capriccioso op. 1
- Variations quasi Fantaisie brillantes sur une thème originale d-moll/D-Dur op. 2 (1829)
- Große Sonate g-Moll op. 3 (1832, Robert Schumann gewidmet)
- (op. 4 unbekannt)
- Fantasie brillante E-Dur op. 5 (1833)
- Allegro passionato a-Moll op. 6 (1833)
- Divertissement brillant op. 7
- 1er Caprice C-Dur op. 9 à Mademoiselle Clara Wieck (ca. 1834)
- 2de Caprice c-Moll op. 10 (Frédéric Chopin gewidmet) (ca. 1836)
- Rondeau brillant Es-Dur op. 11 (1834)
- Divertissement brillant sur des Aires Allemandes B-Dur op. 12 (1834)
- Variations brillantes sur la Valse funèbre de F. Schubert As-Dur op. 14 (auch mit Orchester, 1834)
- Rondeau en d major D-Dur op. 15 (1847)
- Air suisse varié (vor 1844)
- Six Préludes
- 3 Walzer
- Rondino précédé d'une Introduction
- 2 Rondinos C-Dur und a-Moll
- Adagio und Rondo G-Dur
- Cappriccio (sic)
- Due Divertimenti
- Fantasie
- Marcia funebre
- VII Variations
- Schnell-Walzer

### Klavier vierhändig
- Petit Rondeau C-Dur
- Rondo brillant G-Dur
- Deux Pièces caractéristiques op. 13 pour piano à quatre mains (erschienen 1834):
Nr. 1 Andante con moto b-Moll
Nr. 2 Presto c-Moll

### Klavier und Orchester
- Variations brillantes sur la Valse funèbre de F. Schubert As-Dur op. 14
- (Klavierkonzert, verschollen)

### Kammermusik
- Duo concertant für Klavier und Horn
- Leichte kleine Variationen (über „Ah, vous dirai-je maman“) für Klavier und Violine C-Dur

### Vokalwerke
- Mutterliebe – für Singstimme und Klavier
- Mit goldner Saiten voller Töne – für 3 Singstimmen und Klavier
- Die entschlafende Liebe – für Singstimme und Klavier
- Vier Lieder

1. Frühlingslied – für Singstimme und Klavier
2. Der Jüngling am Bache – für Singstimme und Klavier
3. Des Kindes Wunsch – für Singstimme und Klavier
4. Gretchens Lied – für Gesang und Klavier

- Sieben Lieder

1. Wiegenlied
2. Lied der Hirtin
3. Das Sehnen
4. Die Bethenden
5. Erster Verlust
6. Erlkönig
7. Lebe Wohl

- Fünf Lieder op. 8

1. Gretchens Lied
2. Die Erwartung
3. Die Laube
4. Ich möchte dir wohl sagen
5. Der Jüngling am Bach

## Tonaufnahmen
- Gregor Weichert spielt Louis Schuncke: Grande sonate op. 3, Allegro op. 6, Das Heimweh, Capriccio nº 1 und nº 2; rec.: 1984; Accord 149083
- Musik aus Stuttgart: Kammermusik und Lieder von Ludwig Schuncke und Johann Joseph Abert; rec.: SWR 2004; ARS-Produktion 38465 – Interpreten:  Klavierduo Ljiljana Borota & Christian Knebel, Roswitha Sicca (Sopran), Martin Nagy (Tenor), Claus Temps (Bariton), Thomas Pfeiffer (Bariton), Joachim Draheim (Liedbegleitung), Abert-Quartett Stuttgart – Inhalt: Schuncke: Rondo brillant G-Dur für Klavier zu 4 Händen, Petit Rondeau C-Dur für Klavier zu 4 Händen, Erlkönig (1827), Der Jüngling am Bache, Frühlingslied, Erster Verlust (1827), Gretchen am Spinnrad (erschienen 1840 in NZfM), Deux Pièces caractéristiques op. 13 für Klavier zu 4 Händen (erschienen 1834). Abert: Sechs Lieder für eine Singstimme und Klavier (erschienen 1879), Des Glasers Töchterlein (erschienen 1879), Streichquartett A-Dur op. 25 (1862)
- Ludwig Schuncke, Klavierwerke; Jozef de Beenhouwer, Klavier; rec. SWR 2000; SAR 01 (Schuncke-Archiv e. V. Baden-Baden)
- Klavierwerke von Schuncke, Schumann, Burgmüller; Megumi Sano, Klavier ARS 38499 (Details)
- Early Piano Works; Frühe Klavierwerke von Chopin, Burgmüller, Schuncke und Schumann; Ulrich Roman Murtfeld, Klavier; audite 97.811 – enthält Schuncke: Scherzo capriccioso op. 1 (Ersteinspielung), Caprice Nr. 1 op. 9, Das Heimweh (Details)